# ماریو چیپولینی
ماریو چیپولینی (زادهٔ ۲۲ مارس ۱۹۶۷) رکابزن حرفه‌ای سابق اهل ایتالیا است که در رشتهٔ دوچرخه‌سواری جاده فعالیت می‌کرد. او مهارت فوق العاده‌ای در رقابت‌های سرعتی داشت و ۱۹۱ پیروزی حرفه‌ای در مدت ۱۶ سال (از ۱۹۸۹ تا ۲۰۰۵) به دست آورد. چیپولینی ۵۷ پیروزی در گرند تورها به دست آورد و پس از ادی مرکس بیشترین پیروزی را در اختیار دارد.

## فعالیت حرفه‌ای

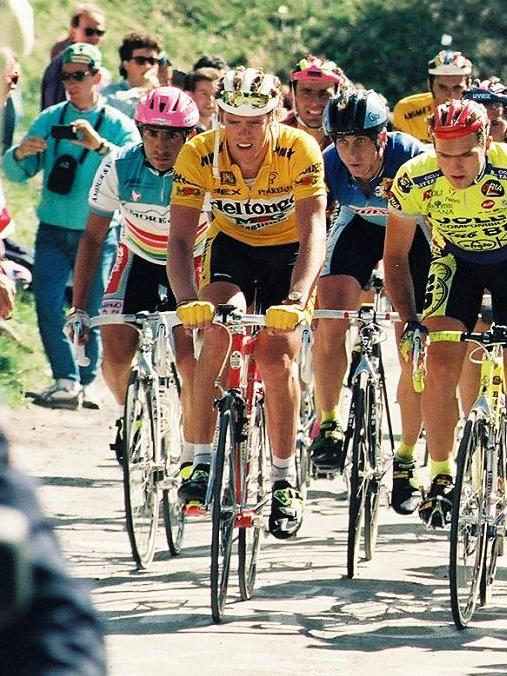
چیپولینی (وسط) در حال گذر از سربالایی در جیرو دیتالیای ۱۹۹۱

چیپولینی در لوکا در خانواده‌ای اهل دوچرخه‌سواری زاده شد. پدرش در جوانی موفقیت‌هایی در مسابقات آماتور به دست آورد و برادر و خواهرش نیز در رقابت‌های دوچرخه‌سواری شرکت می‌کردند. ماریو در مسابقات گروه‌های سنی و آماتور ۱۲۵ پیروزی به دست آورد و در سال ۱۹۸۹ حرفه‌ای شد. موفقیت‌های او شامل قهرمانی جهان و میلان–سانرمو در سال ۲۰۰۲ و ۴۲ پیروزی در جیرو دیتالیا بود. چیپولینی با آخرین پیروزی خود در جیرو در سال ۲۰۰۳ رکورد آلفردو بیندا را که از سال ۱۹۳۳ دست‌نخورده مانده‌بود، شکست. همچنین برندهٔ ۱۲ مرحلهٔ تور دو فرانس و ۳ مرحلهٔ ووئلتا اسپانیا شد. در تور دو فرانس ۱۹۹۹ چیپولینی در مرحله‌ای برنده شد که رکورد سریع‌ترین مرحلهٔ تاریخ تور را به خود اختصاص داد. سرعت متوسط او در این مرحلهٔ ۱۹۴٫۵ کیلومتری، بیش از ۵۰ کیلومتر بر ساعت بود. در همان تور، در ۴ مرحلهٔ پیاپی پیروز شد تا رکورد تازه‌ای برای شمار پیروزی مرحله‌ای پیاپی در دوران پس از جنگ جهانی دوم به ثبت برساند. در بلژیک نیز موفقیت‌هایی کسب کرد و سه بار برندهٔ خنت–ویووخم شد.
سرعت چیپولینی در دوران اوجش بی‌رقیب بود و نخستین رکابزنی دانسته می‌شود که قطار سرعتی داشت. در پایان دههٔ ۱۹۹۰ در انتهای مراحل مسطح گرند تورها دیدن هم‌تیمی‌های او در تیم سائکو در جلوی گروه اصلی عادی بود. در کیلومترهای پایانی، قطار رکابزنان سائکو سرعت را چنان بالا نگه می‌داشت که رکابزنان رقیب توان فرار کردن نداشته باشند و در ۲۰۰ تا ۳۰۰ متری پایان مرحله، کسی نتواند با چیپولینی رقابت کند. این روش باعث تغییر رویکرد تیم‌ها در رقابت‌های سرعتی شد و نسل تازه‌ای از رکابزنان سرعتی از جمله آلساندرو پتاکی معرفی شدند.
در آغاز سال ۲۰۰۲ چیپولینی برندهٔ میلان–سانرمو و خنت–ویووخم شد؛ ولی به دلیل اختلاف با برگزارکنندگان تور دو فرانس، بازنشستگی خود را اعلام کرد. فرانکو بالرینی مربی تیم ملی ایتالیا چیپولینی را به بازگشت به مسابقات ترغیب کرد و او را رهبر تیم ملی در مسابقات قهرمانی جهان کرد. چیپولینی توانست در این مسابقات که در زولده برگزار می‌شد، قهرمان شود.
چیپولینی با هدف شکستن رکورد ۴۱ پیروزی آلفردو بیندا در جیرو دیتالیای ۲۰۰۳ حضور یافت. همهٔ تلاش‌های او توسط پتاکی خنثی شد؛ ولی در نهایت توانست رکورد را بشکند. هرچند در مرحلهٔ بعد به دلیل مصدومیت کناره‌گیری کرد. در آن سال، تیم او ده ناردی–کولپاک به تور دو فرانس دعوت نشد و چیپولینی آن را بی‌احترامی برگزارکنندگان به پیراهن رنگین‌کمان قهرمانی جهان دانست. جیروی ۲۰۰۴ تنها دوره‌ای از جیرو بود که چیپولینی در آن شرکت کرد؛ ولی در هیچ مرحله‌ای به پیروزی نرسید.

## سبک زندگی
گاهی عملکرد قدرتمندانهٔ چیپولینی تحت‌الشعاع سبک زندگی پرزرق‌وبرق او قرار می‌گرفت. به خاطر قد، نگاه و موهایش به او لقب شیرشاه دادند. او نیز لقب‌هایی مانند سوپر ماریو و ماریوی کبیر را برای خودش انتخاب کرده‌بود. در کمد او صدها کفش، جوراب و لباس قرار داشت که بسیاری از آنها را هرگز نپوشید.
چیپولینی در سال ۱۹۹۳ با سابرینا لاندوچی ازدواج کرد و در سال ۲۰۰۵ از او جدا شد. با این که در بیشتر دوران فعالیتش متأهل بود، به عنوان نماد جذابیت شناخته می‌شد. خودش نیز با گفته‌هایی این مطلب را تأیید می‌کرد. از جمله «اگر دوچرخه‌سوار حرفه‌ای نبودم، ستارهٔ پورن می‌شدم.»

## بازنشستگی
چیپولینی بارها اعلام بازنشستگی کرد؛ ولی در نهایت در ۲۶ آوریل ۲۰۰۵ به وعدهٔ خود عمل کرد. البته در آغاز سال ۲۰۰۸ دوباره به دوچرخه‌سواری بازگشت و در تور کالیفرنیا شرکت کرد. در آستانهٔ میلان–سانرمو دوباره بازنشستگی خود را اعلام کرد و دلیل آن را عدم توافق بر سر نقش رهبری او در تیم دانست.
در سال ۲۰۱۰ تولید دوچرخه‌های برند خود را آغاز کرد. این دوچرخه‌ها توسط تیم آی‌اس‌دی–نری مورد استفاده قرار می‌گرفتند.
در فوریهٔ ۲۰۱۳ اخباری مبنی بر این که ممکن است چیپولینی در سال‌های ۲۰۰۱ تا ۲۰۰۴ مشتری پزشک اوفمیانو فوئنتس بوده‌باشد، منتشر شد. در گزارشی که توسط لاگاتزتا دلو اسپورت منتشر شد، ادعا شد که کد چیپولینی، ماریا بوده‌است و محصولات دوپینگ گوناگونی از جمله ۲۵ کیسهٔ خون دریافت کرده‌است. وکیل چیپولینی این ادعا را تکذیب کرد.
نام چیپولینی در فهرست آزمایش‌های دوپینگی بود که در ۲۴ ژوئیهٔ ۲۰۱۳ توسط سنای فرانسه منتشر شد. نمونه‌های این فهرست در تور دو فرانس ۱۹۹۸ جمع‌آوری شدند و پس از آزمایش دوباره در سال ۲۰۰۴ آلودگی آن‌ها به اریتروپوئیتین تأیید شد.